# 加拉帕 (大西洋省)
加拉帕是哥倫比亞的城鎮，位於該國北部，由大西洋省負責管轄，距離首府巴蘭基亞8公里，面積98平方公里，海拔高度83米，2005年人口31,596。

## 外部連結
- （西班牙文） Gobernacion del Atlantico - Galapa
- （西班牙文） Galapa official website

10°55′N 74°50′W / 10.917°N 74.833°W
1. ↑  Citypopulation.de Population of Galapa municipality with localities